# الإسكندرية (كنتاكي)
الإسكندرية، مدينة أمريكية تقع في مقاطعة كامبل بولاية كنتاكي في الولايات المتحدة الأمريكية. قدر عدد سكانها بـ 8,286 نسمة عام 2000م.

## تاريخ
استوطنت هذه المنطقة لأول مرة في عام 1793 بواسطة فرانك سبيلمان وعائلته [بحاجة لمصدر]، وقد جاءوا جميعاً من مقاطعة كنج جورج بولاية فيرجينيا ولذلك قد أطلقوا عليها اسم الإسكندرية تيمناً بمدينة الإسكندرية بولاية فيرجينيا.
وفي عام 1819 تم بناء مكتب بريد بالمدينة وبدأ سبيلمان بتطوير المدينة وبيع أراضيها حتى تكونت المدينة رسمياً عام 1834. ونظراً لموقع المدينة بوسط المقاطعة فقد صارت مركزاً تجارياً وصناعياً سريع النمو بشمال كنتاكي.
وللمدينة مجلس يرأسه العمدة، ويضم فريقاً للأعمال الإدارية وأعمال الصيانة بالإضافة لمجالس السكان التطوعية التي تدير المدينة بصورة جيدة.

## أعلام
- سيارا برافو

## وصلات خارجية
- الموقع الألكتروني للمدينة
- صور تاريخية للمدينة
- مبنى المحكمة القديمة في المدينة عام 1926